# Kazuko Yanaga
Kazuko Yanaga (弥永 和子, Yanaga Kazuko, 14 avril 1947 - 1er novembre 2014) est une actrice japonaise qui a travaillé pour 81 Produce. Elle était l'épouse de l'acteur de doublage Hōchū Ōtsuka.
Le 1er novembre 2014, elle est morte de sepsis à l'âge de 67 ans,.

## Rôles

### Voix d'anime
- Jeu, set et match ! Shin Ace o Nerae! (Ranko Midorikawa)
- Armored Trooper Votoms (Fyana)
- Ashita e Attack (Kyoko)
- Bavi Stock (Roose Mirar)
- Bremen 4: Angels in Hell (film) (Rondo)
- Crusher Joe (film) (Norma)
- Cutey Honey (Coral Claw, Crocodile Claw, Great Claw)
- Daimos (Raiza)
- Dream Hunter Rem (Tokiko)
- Final Fantasy: Unlimited (Mère de Lisa)
- Gosick (L'orphelin)
- Harlock Saga (Meeme)
- His and Her Circumstances (Eiko Arima (ep.18))
- Iczer Reborn (OVA) (Bigro)
- InuYasha (Le masque de chair)
- Ken le Survivant (Patra)
- Kizuoibito (OVA) (Peggy)
- Lupin III: Part II (Anita (ep.31), Kira (ep.46), Nova (ep.114))
- Lupin III: Part III (Anita (ep.41))
- Mirmo! (Professeur)
- Monster (Margott Langer (Fake))
- The Super Dimension Century Orguss (Marian)
- Vampire Hunter D (OVA) (Older Snake Sister)
- Vampire Princess Miyu (La femme de Oshima (ep.3))
- Zone of the Enders (Melinda Gargoyle)

### Divers
- Kidou Keiji Jiban (Madogarbo)

### Jeux vidéo
- Night Trap (Version japonaise) Sheila Martin

### Rôles de doublage

#### Live-action
- Sigourney Weaver
  - Aliens, le retour (Édition de TV Asahi, 1993 (Ellen Ripley))
  - Gorilles dans la brume (Édition de TV Asahi, 1993 (Dian Fossey))
  - Working Girl (Édition de TV Asahi, 1991 (Katharine Parker))
  - Président d'un jour (Ellen Mitchell)
  - Copycat (Édition de TV Tokyo, 1998 (Helen Hudson))
  - Une carte du monde (Alice Goodwin)
  - Beautés empoisonnées (Max Conners)
  - Baby Mama (Chaffee Bicknell)
  - Avatar (Dr Grace Augustine)
  - Bienvenue à Cedar Rapids (Macy Vanderhei)
  - Paul ("The Big Guy")
  - La Cabane dans les bois (The Director)
- Susan Sarandon
  - Les Prédateurs (Dr Sarah Roberts)
  - Le Client (Édition de TV Asahi, 1997 (Regina "Reggie" Love))
  - Safe Passage (Margaret "Mag" Singer)
  - Les Fugueurs (Earthly possessions) (Charlotte Emory)
  - Noël (Rose Harrison)
  - Shall We Dance? (Beverly Clark)
- Jamie Lee Curtis
  - My Girl (Shelly DeVoto)
  - Forever Young (Claire Cooper)
  - My Girl 2 (Shelly DeVoto)
  - Virus (Édition de NTV, 2002 (Kelly "Kit" Foster))
  - Halloween : Résurrection (Laurie Strode)
- 2010 : L'Année du premier contact (Édition de TV Asahi, 1988 (Tanya Kirbuk (Helen Mirren)))
- 50/50 (Diane Lerner (Anjelica Huston))
- Les Pleins Pouvoirs (Gloria Russell (Judy Davis))
- Créance de sang (Dr Bonnie Fox (Anjelica Huston))
- Cagney et Lacey (Det. Mary Beth Lacey (Tyne Daly))
- Danger immédiat (Dr Caroline "Cathy" Ryan (Anne Archer))
- Papa longues jambes (Édition de TV Tokyo, 1977 (Julie Andre (Leslie Caron)))
- Piège de cristal (Édition de TV Asahi, 1990 (Holly Gennaro-McClane (Bonnie Bedelia)))
- 58 minutes pour vivre (Édition de TV Asahi, 1994 (Holly Gennaro-McClane (Bonnie Bedelia)))
- Sang chaud pour meurtre de sang-froid (Heather Evans (Kim Basinger))
- Le Parrain 2 (Édition de NTV, 1980 (Deanna Corleone (Marianna Hill))
- Harry Potter et le Prisonnier d'Azkaban (Madam Rosmerta (Julie Christie))
- Le Chasseur (Édition de Fuji TV, 1982 (Dotty (Kathryn Harrold)))
- Vérité apparente (Gail O'Connor (Blythe Danner))
- Jackie Brown (Jackie Brown (Pam Grier))
- Un flic à la maternelle (Détective Phoebe O'Hara (Pamela Reed))
- The Lucky One (Ellie (Blythe Danner))
- Max Headroom (Theora Jones (Amanda Pays))
- Deux flics à Miami (Gina Navarro Calabrese (Saundra Santiago))
- Leçons de séduction (Rose Morgan (Barbra Streisand))
- Never Let Me Go (Miss Emily (Charlotte Rampling))
- Au service secret de Sa Majesté (Édition de TBS, 1979 (Nancy (Catherine Schell)))
- Présumé Innocent (Édition de TV Asahi, 1995 (Barbara Sabich (Bonnie Bedelia))
- À propos d'Henry (Sarah Turner (Annette Bening))
- Les Experts (Liz (Mary McDonnell))
- La Folle Histoire de l'espace (Édition de TBS, 1993 (Commanderette Zircon (Leslie Bevis)))
- Meurtre par intérim (Charlene Towne (Faye Dunaway))
- Le Verdict (Édition de TBS, 1985 (Laura Fischer (Charlotte Rampling)))
- The Yards (Kitty Olchin (Faye Dunaway))

#### Animation
- Lucas, fourmi malgré lui (La très sage reine)